# Processus monobare
En thermodynamique, un processus monobare (ou transformation monobare) est l'évolution d'un système qui s'effectue à pression extérieure {\displaystyle P_{e}~} constante. La pression du système peut varier au cours de la transformation ; toutefois, la pression dans l'état final {\displaystyle P_{f}~} est égale à la pression dans l'état initial {\displaystyle P_{i}~}, c'est-à-dire égale à la pression du milieu extérieur {\displaystyle P_{e}~} :
{\displaystyle P_{f}=P_{i}=P_{e}~}.
Il faut distinguer une transformation monobare d'une transformation isobare au cours de laquelle la pression du système reste constante. La différence entre monobare et isobare est à rapprocher de celle existant entre monotherme et isotherme.
Le travail élémentaire des forces de pression s'exprime par :
{\displaystyle \delta W_{f.p}=-P_{e}dV~}.
Le travail n'est pas une fonction d'état d'où l'expression de sa forme différentielle {\displaystyle \delta W_{f.p}~} au lieu de {\displaystyle dW_{f.p}~} réservée aux différentielles totales.
{\displaystyle P_{e}~} est la pression extérieure au système et {\displaystyle dV~} la variation élémentaire de volume correspondant à la différentielle de {\displaystyle V~}. Comme dans ce cas {\displaystyle P_{e}=cste~}, on en déduit le travail des forces de pression au cours de la transformation.
{\displaystyle W_{f.p}=-P_{e}\Delta V~}.
Or la variation de volume au cours de la transformation est égale à :
{\displaystyle \Delta V=V_{f}-V_{i}~}  car {\displaystyle V~} est une fonction d'état du système.
Il s'ensuit :
{\displaystyle W_{f.p}=-P_{e}(V_{f}-V_{i})~}.